# منطقه حفاظت‌شده جنوبگان

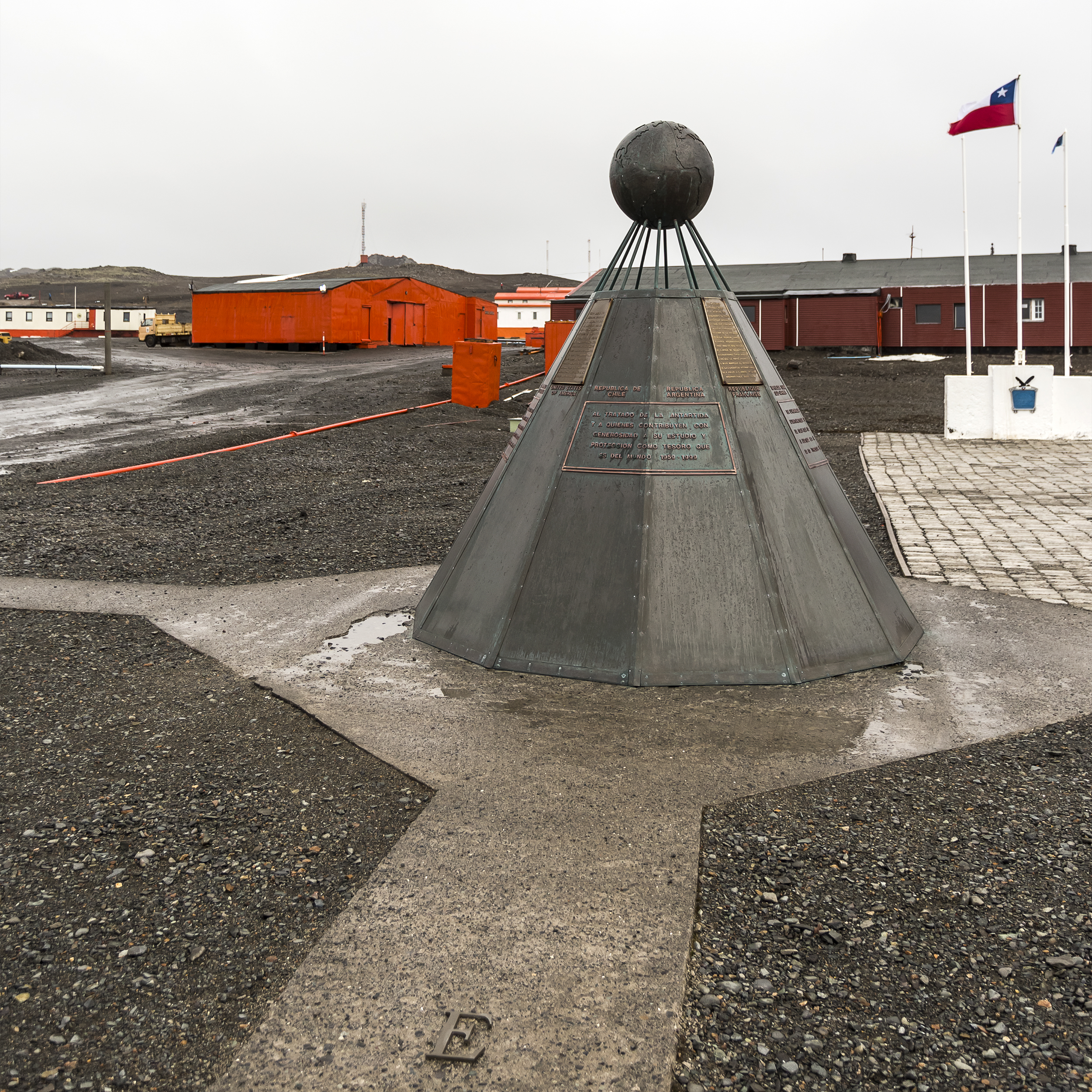
نمایی از بنای یادبود سیستم پیمان جنوبگان در شیلی - ۲۰۱۴

منطقه حفاظت‌شده جنوبگان منطقه حفاظت‌شده بر پایه سیستم پیمان جنوبگان است. سه گونه منطقه حفاظت‌شده در جنوبگان وجود دارند:
- منطقه ویژه حفاظت‌شده جنوبگان بر پایه اقدامات مورد توافق برای حفاظت از گیاهان و جانوران جنوبگان در ۱۹۶۴ (میلادی) و پیوست پنجم پروتکل محیط زیست در ۲۰۰۲ (میلادی)
- منطقه ویژه مدیریت‌شده جنوبگان بر پایه پیوست پنجم پروتکل محیط زیست در ۲۰۰۲ (میلادی)
- جاها و یادمان‌های تاریخی جنوبگان

راهنمای کار برای دانشمندان و گردشگران فراهم شده تا از این منطقه‌ها به خوبی نگهداری شود.